# Abbo van Fleury
Abbo van Fleury was een heilige scholaster en abt (Orléans, 940 - La Réole, 13 november 1004).
Op jeugdige leeftijd werd hij benedictijn te Fleury-sur-Loire. Hij studeerde de Zeven vrije kunsten te Parijs en Reims en muziek te Orléans. Hij was leermeester aan de beroemde abdijschool te Fleury, waar hij een boek schreef over de tijdrekening, Commentarius in calculum Victoriani en een Liber de computo, waarin hij op de onjuistheid wees van de kalender van Dionysius Exiguus.
Drie jaren gaf hij les in de abdij van Ramsey in Engeland, waar hij zijn Quaestiones grammaticales schreef, een taalkundig werk.
In 988 werd hij abt van Fleury, waar hij de hervorming van Cluny invoerde. Hij verdedigde de rechten der regulieren tegen Arnulf, bisschop van Orléans, bestreed de simonie en was een vriend en raadsman van koning Robert I, voor wie hij tweemaal naar Rome reisde.
Vaak bemiddelde hij bij conflicten in abdijen. Dit bracht hem onder andere te La Réole, waar hij in een oproer betrokken raakte, gewond werd en stierf in de armen van zijn trouwe leerling Aimoin, die een levensbeschrijving van hem vervaardigde.
Zijn feestdag valt op 13 november.
Een bekende leerling van Abbo van Fleury was Berno van Reichenau.
- Bibsys: 90361867
- Bibliothèque nationale de France: cb12584637x (data)
- Catàleg d'autoritats de noms i títols de Catalunya: 981058523171306706
- Gemeinsame Normdatei: 118637576
- International Standard Name Identifier: 0000 0001 1742 2910
- Library of Congress Control Number: n82150366
- Nationale Bibliotheek van Tsjechië: jo2010557932
- Nationale bibliotheek van Australië: 56963007
- Nationale Bibliotheek van Israël: 987007257323605171
- Nationale Bibliotheek van Polen: a0000002576633
- Nederlandse Thesaurus van Auteursnamen: 073234613
- Réseau des bibliothèques de Suisse occidentale: 02-A000002623
- Istituto Centrale per il Catalogo Unico: MILV013914
- LIBRIS: 174869
- SNAC: w6vk0vn9
- Système universitaire de documentation: 026675978
- Virtual International Authority File: 9966678
- WorldCat: E39PCjGgfvTCTKHtytV38rdRKd